# Globopeza ecuadorensis
Globopeza ecuadorensis är en tvåvingeart som beskrevs av Marshall 2005. Globopeza ecuadorensis ingår i släktet Globopeza och familjen skridflugor.
Artens utbredningsområde är Ecuador. Inga underarter finns listade i Catalogue of Life.